# Звонко Карановић
Звонко Карановић (Ниш, 1959) српски је књижевник. Радио је као новинар, уредник, водитељ на радију, ди џеј, организатор концерата, 13 година био је власник музичке продавнице.

## Биографија
Почео је да пише поезију под утицајем бит књижевности, филма и поп културе. У својим каснијим књигама експериментисао је с надреализмом и формом песме у прози. Добитник је неколико српских награда за поезију, као и неколико међународних књижевних стипедија, између осталих и оне коју додељује „Хајнрих Бел Фондација“, Келн, Немачка, 2011. Објављивао је у свим најзначајнијим књижевним часописима старе и нове земље, као и у многим часописима у иностранству. Песме су му преведене на шеснаест језика.
Написао је трилогију Дневник дезертера коју чине романи Више од нуле (2004), Четири зида и град (2006) и Три слике победе (2009), чија радња је смештена у период април 1998 – 5. октобар 2000. Трилогија прати животне приче тројице урбаних момака који, борећи се за свој поглед на свет, покушавају да живе „по своме“ у земљи опхрваној ратом и економским тешкоћама. Она је посвета изгубљеној генерацији која се деведесетих или иселила из Србије, или страдала у најновијим балканским сукобима, или постала друштвено маргинализована захваљујући свом космополитизму. Сва три романа била су веома запажена у српској књижевној јавности. Више од нуле је доживео три издања, док су романи Четири зида и град и Три слике победе били у најужој конкуренцији за НИН-ову награду.
Карановић је члан Српског књижевног друштва и Српског ПЕН центра. Живи у Београду.
Оснивач је и главни уредник ППМ Енклаве.

## Награде и признања
- Награда Лаза Костић за збирку песама Месечари на излету, 2013.
- Награда Биљана Јовановић за збирку песама Кавези, 2014.
- Награда Кочићево перо и Кочићева књига за збирку песама Најбоље године наших живота, 2014.
- Награда Душан Васиљев за збирку песама Златно доба, 2016.
- Награда Ramonda Serbica за целокупно дело и допринос српској књижевности, 2018.

## Дела

### Књиге песама
- Blitzkrieg (самиздат, 1990)
- Сребрни сурфер (СКЦ, Ниш, 1991)
- Мама меланхолија (Просвета, Београд, 1996)
- (Градина, Ниш, 1997)
- Тамна магистрала (Народна књига, Београд, 2001)
- Свлачење (Повеља, Краљево, 2004)
- Месечари на излету - песме у прози (Лом, Београд, 2012)
- Кавези (Лом, Београд, 2013)
- Златно доба (Лом, Београд, 2015)
- Иза запаљене шуме (Лом, Београд, 2018)

### Изабране песме
- Неонски пси - изабране песме (Home Books, Београд, 2001)
- Box set - сабране песме (Лом, Београд, 2009)
- Најбоље године наших живота - изабране песме (Лом, Београд, 2014)

### Књиге песама у иностранству
- Tamna magistrala - изабране песме (Fraktura, Загреб, Хрватска, 2008)
- Барабаны и струны, магистраль и ночь - изабране песме (Пирамида, Лавов, Украјина, 2011.
- Burn, baby, burn - изабране песме (Drava Verlag, Клагенфурт, Аустрија, 2013)
- Пепелашка во хромиран ковчег - изабране песме (Блесок, Скопје, Македонија, 2014)
- It Was Easy to Set the Snow On Fire: The Selected Poems (Phoneme Media, Los Angeles, USA, 2016)
- Najboljša leta najinih življenj - изабране песме (LUD Literatura, Љубљана, Словенија, 2017)

### Антологије – домаће
- Антологија нишких песника (приредио Милентије Ђорђевић), Просвета, Ниш, 2003.
- Звезде су лепе, али немам кад да их гледам – антологија српске урбане поезије (приредила Радмила Лазић), Самиздат Б92, Београд, 2009.
- Из музеја шумова – антологија српске поезије 1988 – 2008 (приредио Ненад Милошевић), VBZ, Београд – Загреб, 2009.

### Антологије – стране
- New European Poets , Graywolf Press (Wayne Miller, Kevin Prufer), Saint Paul, Minnesota, USA, 2008.
- Ulaznica · eintrittskarte, Panorama srpskog pesništva 21. veka, Panorama der serbischen Lyrik im 21. Jahrhundert, (приредио Драгослав Дедовић), Drava Verlag, Аустрија, 2011.
- Cat Painters – An Anthology of Conteporary Serbian Poetry (Edited and Introduced by Biljana B. Obradović and Dubravka Đurić), Dialogos Books, New Orleans, USA, 2016.

### Романи
- Више од нуле (Зограф, Ниш, 2004, 2005; Лагуна, Београд, 2006)
- Четири зида и град (Лагуна, Београд, 2006)
- Три слике победе (Лагуна, Београд, 2009)

### Преводи романа
- Чотири стіни і місто (ФАКТ, Кијев, Украјина, 2009)
- Три картини перемоги (Комора, Кијев, Украјина, 2016)